# Psalis antica
Psalis antica är en fjärilsart som beskrevs av Walker 1855. Psalis antica ingår i släktet Psalis och familjen tofsspinnare. Inga underarter finns listade i Catalogue of Life.